# Aqua Teen Hunger Force
Aqua Teen Hunger Force (Aqua Teen ou ATHF) est une série télévisée d'animation comique américaine diffusé depuis le 30 décembre 2000 sur Cartoon Network dans la tranche de soirée Adult Swim. Le programme est déconseillé dans sa globalité aux moins de 16/18 ans.  
Il s'agit d'une série dérivée de l'émission Space Ghost Coast to Coast et est l'une des dix séries les plus longuement diffusées sur le bloc Adult Swim. La série recense un total de 120 épisodes et neuf saisons depuis 2012. Un épisode intitulé Boston devait être diffusé pour la cinquième saison, mais a été annulé pour éviter toute controverse. Depuis sa première diffusion, la série se popularise et inspire trois séries dérivées intitulées Spacecataz, Carl's Stone Cold Lock of the Century of the Week et Soul Quest Overdrive.
L'émission met en scène les aventures surréalistes de trois icônes anthropomorphes de restauration rapide nommées Master Shake, Frylock et Meatwad, et leur voisin humain Carl Brutananadilewski. Chaque épisode est écrit et réalisé par Dave Willis et Matt Maiellaro. Une adaptation en film intitulée Aqua Teen Hunger Force Colon Movie Film for Theaters a été diffusée au cinéma aux États-Unis en 2007.
En France, les 7 premières saisons de la série sont disponibles à la demande sur Adult Swim.

## Histoire
La série est la seule diffusée en continu depuis la création du programme pour adultes Adult Swim sur Cartoon Network. Elle est initialement diffusée avec trois autres séries de chez Williams Street en décembre 2000, avant la première diffusion officielle de Adult Swim ; les autres séries étant Sealab 2021 (en), The Brak Show (en) et Harvey Birdman, Attorney at Law,.

## Production
Aqua Teen Hunger Force est réalisé par Jeremiah Mills et Matt Maiellaro, animé par axe radical et produit par Williams Street. La plupart des dialogues de la série sont faits par improvisation. Le rappeur Schoolly D a chanté le générique de la série pendant sept saisons. Dès la huitième saison, le générique est chanté par Josh Homme. Les trois personnages principaux — Master Shake, Frylock et Meatwad — sont originaires d'un épisode de Space Ghost Coast to Coast intitulé Baffler Meal, dans lequel peut être perçus trois mascottes d'une marque de restauration rapide, le Burger Trench. Ces personnages changent en apparence, personnalités et voix au fur et à mesure des saisons.

## Accueil

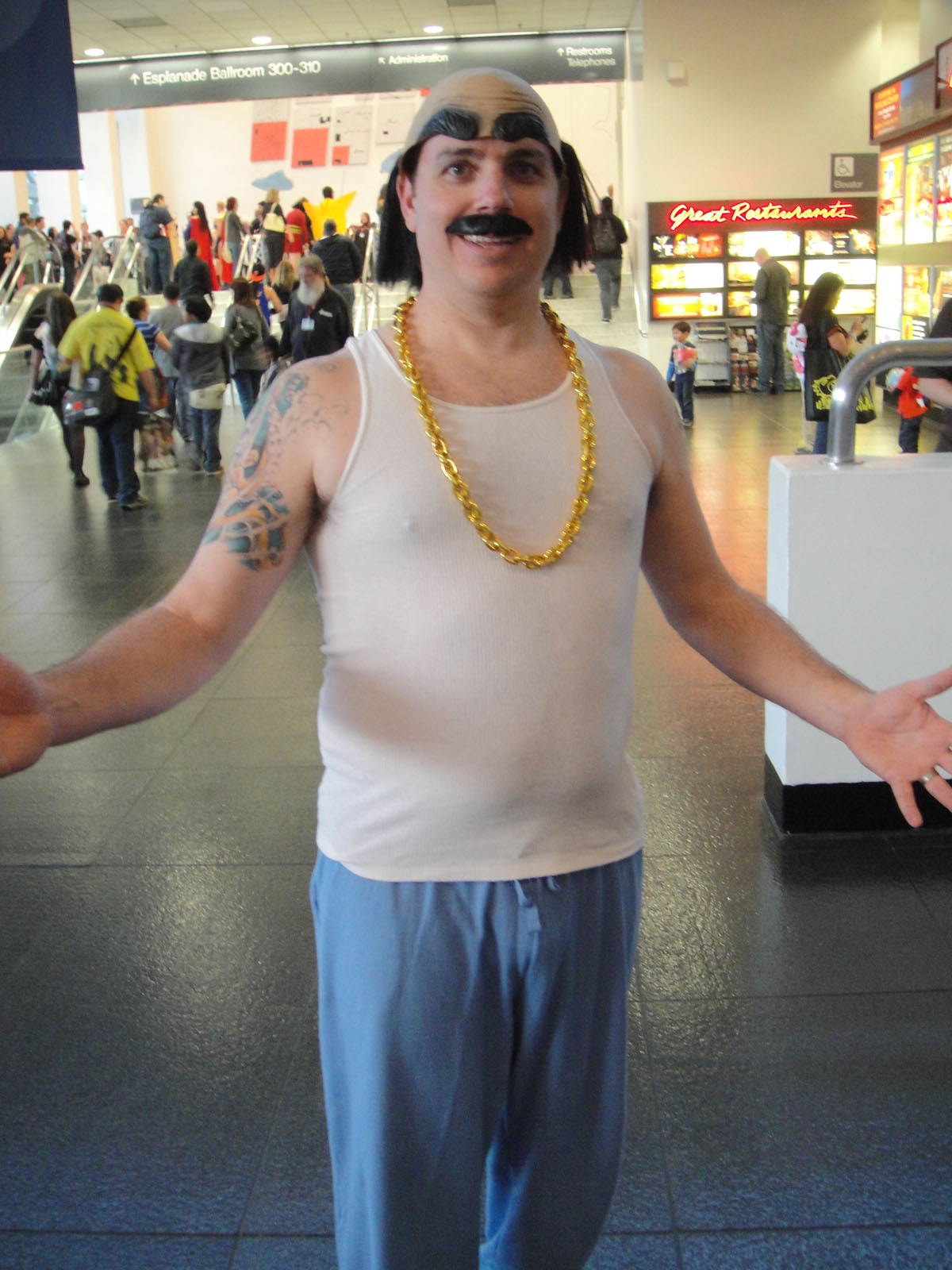
WonderCon 2011 - Carl de Aqua Teen Hunger Force

En janvier 2009, IGN classe la série à la 39e place du Top 100 des meilleures émissions télévisées. La série a été nommée à deux éditions des Teen Choice Awards en 2007 et 2008. En 2011, Dave Willis et Matt Maiellaro sont récompensés pour le Annie Award,,.